# Abbruchreaktion
Eine Abbruchreaktion, auch Kettenabbruch, ist eine chemische Reaktion, die eine Kettenreaktion beendet. Normalerweise verbinden sich bei einer Abbruchreaktion zwei Radikale (z. B. 1a und 1b) zu einem Molekül 2:
Die Radikale können kombinieren (siehe oben) oder disproportionieren, dadurch wird die Kettenreaktion formal beendet: